# Astřička novoanglická
Astřička novoanglická (Symphyotrichum novae-angliae) je vytrvalá, půl až jeden a půl metru vysoká bylina kvetoucí v pozdním létě mnoha červenofialovými nebo modrofialovými květy se žlutým středem, s úbory velkými až 4 cm. Rostlina je druhem z rodu astřička, do kterého byla přeřazena po podrobném prozkoumání fylogenetického vývoje z původního rodu hvězdnice, v němž nesla jméno „hvězdnice novoanglická“ (Aster novae-angliae).
V České republice je tato původem severoamerická květina považována za neofyt, účelově vnesený do evropské přírody. Bývá pěstována v okrasných zahradách a parcích, kde je pro nenáročnost i pravidelné a dlouhé kvetení oblíbená. Ojediněle zplaňuje a dostává se do volné přírody, kde ale má jen malou tendenci se dále samovolně šířit nebo křížit s jinými druhy.

## Rozšíření
Rostlina pochází ze Severní Ameriky a centrum jejího výskytu je území na jihovýchodní Kanadě a na severovýchodě Spojených států, kde se vyskytuje do nadmořské výšky 1600 m. Odkud se brzy rozšířila až na západní pobřeží a po objevení Ameriky Evropany se zakrátko stala oblíbenou květinou zahrad a parků západní a střední Evropy. V současnosti je mimo severských oblastí pěstována po celém evropském kontinentu, včetně severních oblasti Kavkazu.

## Ekologie
Je hemikryptofyt rostoucí nejlépe na stanovišti s plným sluncem v lehké, propustné a zásadité půdě, jemuž nevadí občasná období sucha. Rostlina nevytváří výběžky, jimiž by se doširoka rozrůstala, ale vytváří kompaktní trs. Na jednom stanovišti vydrží i desítky let, postupně však méně kvete a střed trsu odumírá, řídne a kvetoucí lodyhy se pozvolna posouvají směrem ven. Rostlina obvykle začíná kvést teprve v srpnu. Ploidie druhu je 2n = 10.
Původní rostliny, které dorůstaly do výšky 120 až 150 cm a jejichž květy se na noc a za nepříznivého počasí zavíraly, byly v Anglii a pak i v Německu šlechtěny a dnes v zahradnictví používané jsou těm původním hodně vzdálené, hlavně výškou a barvou květů.
Květiny s vyššími lodyhami občas poléhají, a proto je vhodné v období dubna a května venkovní část trsu zastřihnout, čímž vnější lodyhy zesílí, rozvětví se a zabrání středu trsu polehnout. Zkrácené lodyhy začnou kvést později a díky tomu se doba kvetení prodlouží.

## Popis
Vytrvalá bylina s přímou lodyhou vysokou přibližně 0,5 až 1,5 m rostoucí z tlustého oddenku. Lodyha je pevná, ve spodní půli dřevnatí a bývá brzy bezlistá, v horní půli je větvená, nahnědlá nebo načervenalá, drsně chlupatá a hustě střídavě porostlá jednoduchými listy. Jejich čepele jsou světlé či tmavě zelené, celokrajné, drsné a mají tři žilky. Bazální listy mají čepel až 6 cm dlouhou a 1,5 cm širokou, celokrajnou nebo mělce zubatou a vadnou ještě před kvetením. Listy výše postavené jsou dlouhé až 10 cm a širé 2 cm a lodyhu ouškatě objímají. Hlavním odlišovacím znakem od ostatních zahradnicky využívaných druhů je drsně chlupatý povrch celé rostliny.
Na konci lodyhy a větví jsou v poměrně krátkém, do 4 cm dlouhém latnatém květenství nahloučeny četné 3 až 4 cm velké úbory s nevonnými, oboupohlavnými květy. stopky s několika listům podobnými listeny jsou pod úbory ztlustlé. V terči bývá 50 až 110 trubkovitých květů 5 mm dlouhých, které jsou zpočátku světle žluté a později tmavnou až do purpurová. Po obvodě je 50 až 75 jazykovitých květů s tmavě růžovými až fialovými, nápadně úzkými ligulami asi 12 mm dlouhými. Zákrov je zvonkovitý či polokulovitý, asi 1 cm vysoký a složený ze tři až pěti řad stejně dlouhých zákrovních listenů kopinatého tvaru. Vnější zelené listeny mívají špičku ven vyhnutou, vnitřní červenofialové nebo slámově žluté jsou užší a zakončené osinkatou špičkou. Květy jsou opylovány hmyzem s delším sosákem, jako jsou včely, čmeláci a motýli, po samoopylení vznikají neplodná semena.
Plod je 2,5 mm velká, hnědá nažka s nažloutlým, asi 5 mm dlouhým chmýrem. Bývá roznášena větrem nebo ulpívá na srsti zvířat.

## Pěstování
Rostliny jsou nenáročné a dobře rostou v běžné zahradní půdě. Ve středoevropských podmínkách spolehlivě přezimují a vyžadují jen minimální starostlivost. Původní druh již prakticky nelze koupit, všude se pěstují jen vyšlechtěné kultivary, které se pro zachování získaných vlastností množí výhradně vegetativně. Nejčastěji se nechávají zakořenit vrcholové řízky v délce 5 až 8 cm odebírané z rostliny v květnu nebo počátkem června. Méně vydatné je množení odtržky z dřevnatějících podzemních oddenků po obvodu rostliny, které se oddělují v záři a říjnu.
Jedním z nejoblíbenějších kultivarů je 'Purple Dome', jenž dorůstá jen do výše 60 cm, zasychání jeho spodních listů je minimální a v kompaktních, nízkých trsech nasazuje množství sytě fialových květů se žlutavými středy, pro úspěšné kvetení potřebují rostliny co nejvíce slunných dnů. Mimo něj bylo vyšlechtěno mnoho dalších lišících se především barvou úborů, která může být lososová ('Andenken an Alma Pötschke', 'Lachsglut', 'Rudelsburg'), rubínově červená ('Rubinschatz', 'Septemberrubin'), růžová ('Abendsonne', 'Lill Fardell', 'Herbstflieder', 'Treasure'), bílá ('Herbstschnee') a mnohé jiné.
Astřička novoanglická je trvalkou vhodnou pro smíšené záhony a je ceněná hlavně pro podzimní termín kvetení. Vyšší odrůdy se vysazuje na pozadí, nižší se spíše hodí do předních partií záhonů. Protože jejich spodní části lodyh nebývají olistěné a působí nepěkně, je vhodné před ně sázet nižší rozvětvené trvalky. Astřičky novoanglické se také hodí k řezu.

## Galerie

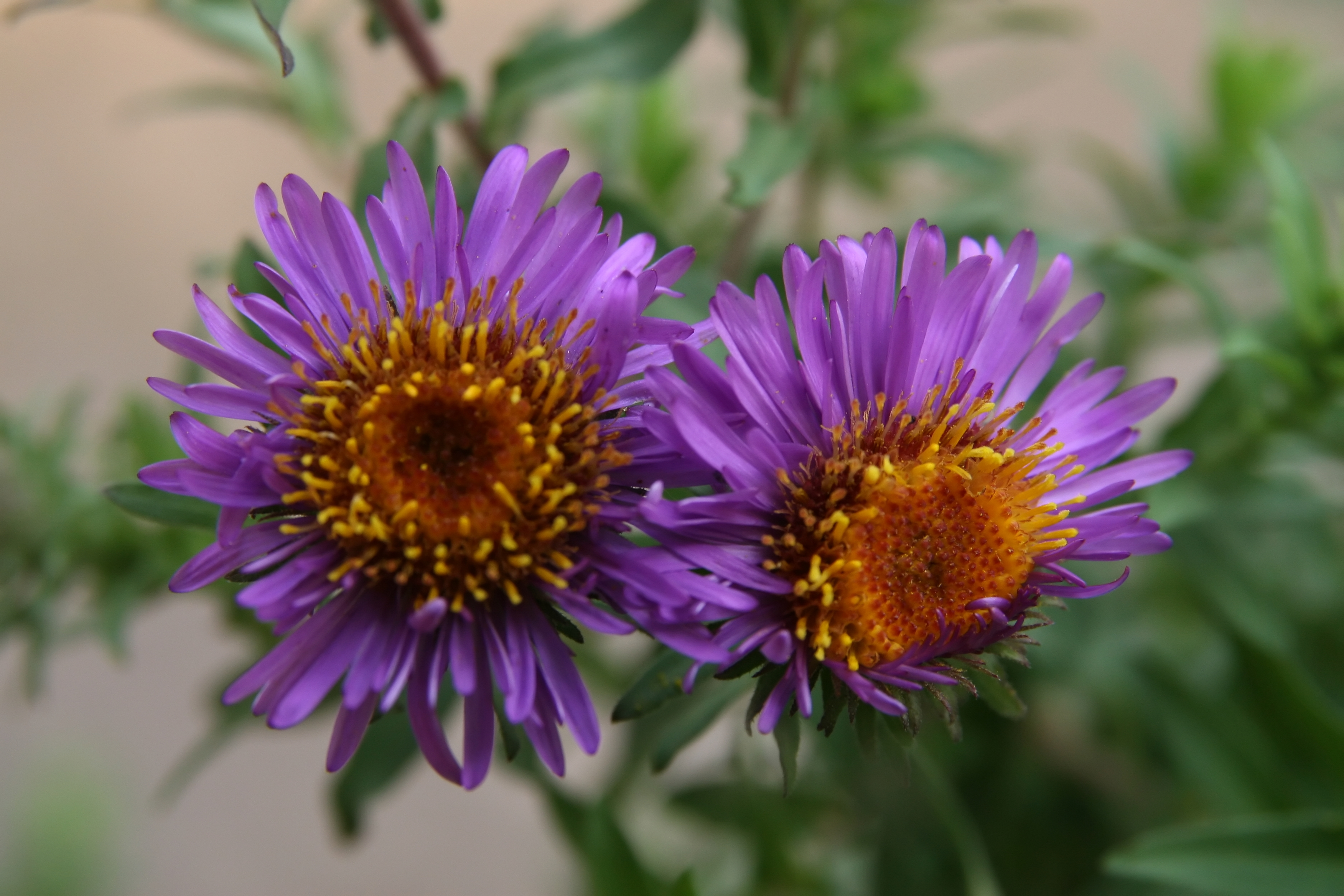
Kultivar 'Purple Dome'
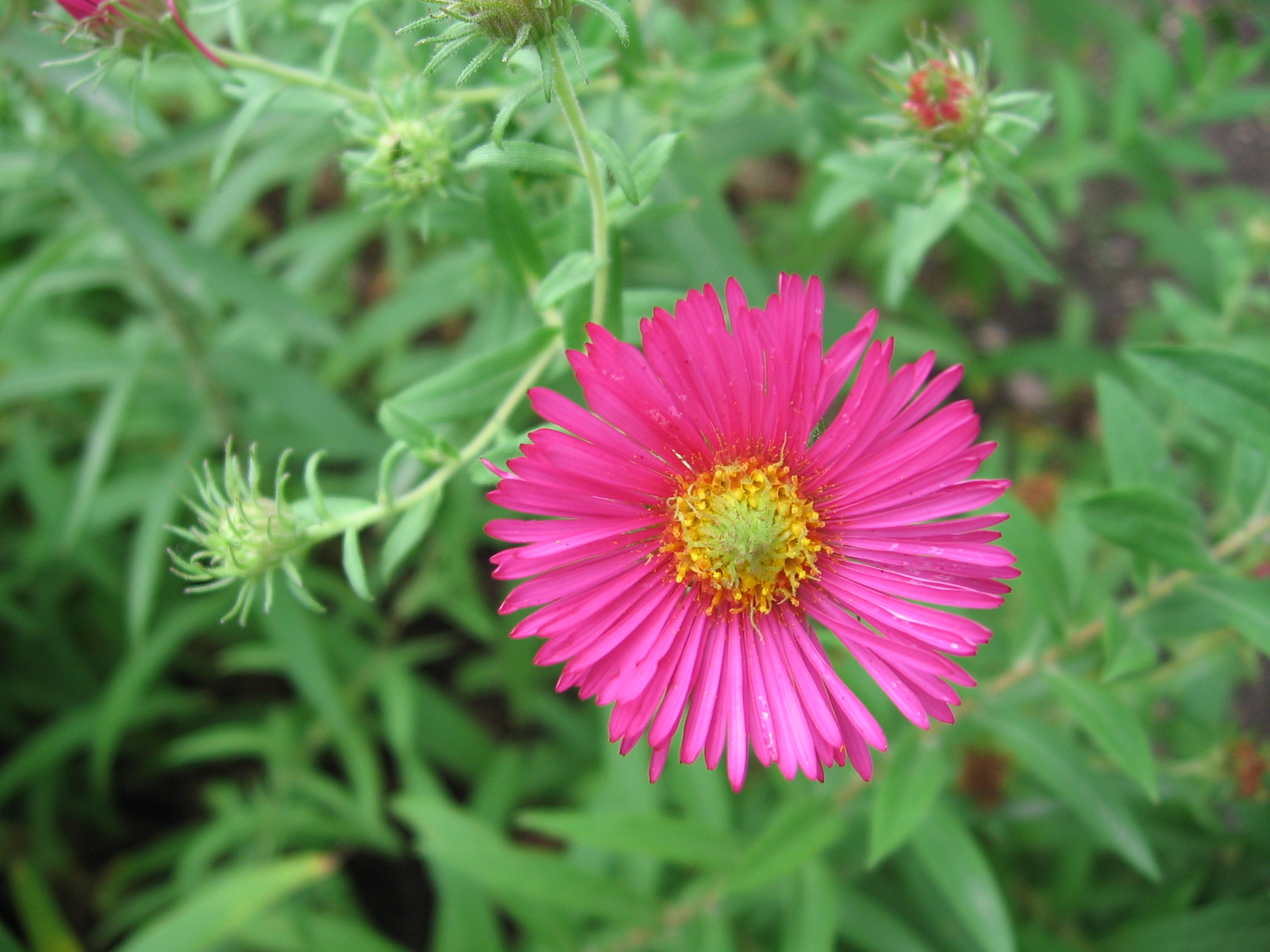
Kultivar 'Alma Pötschke'
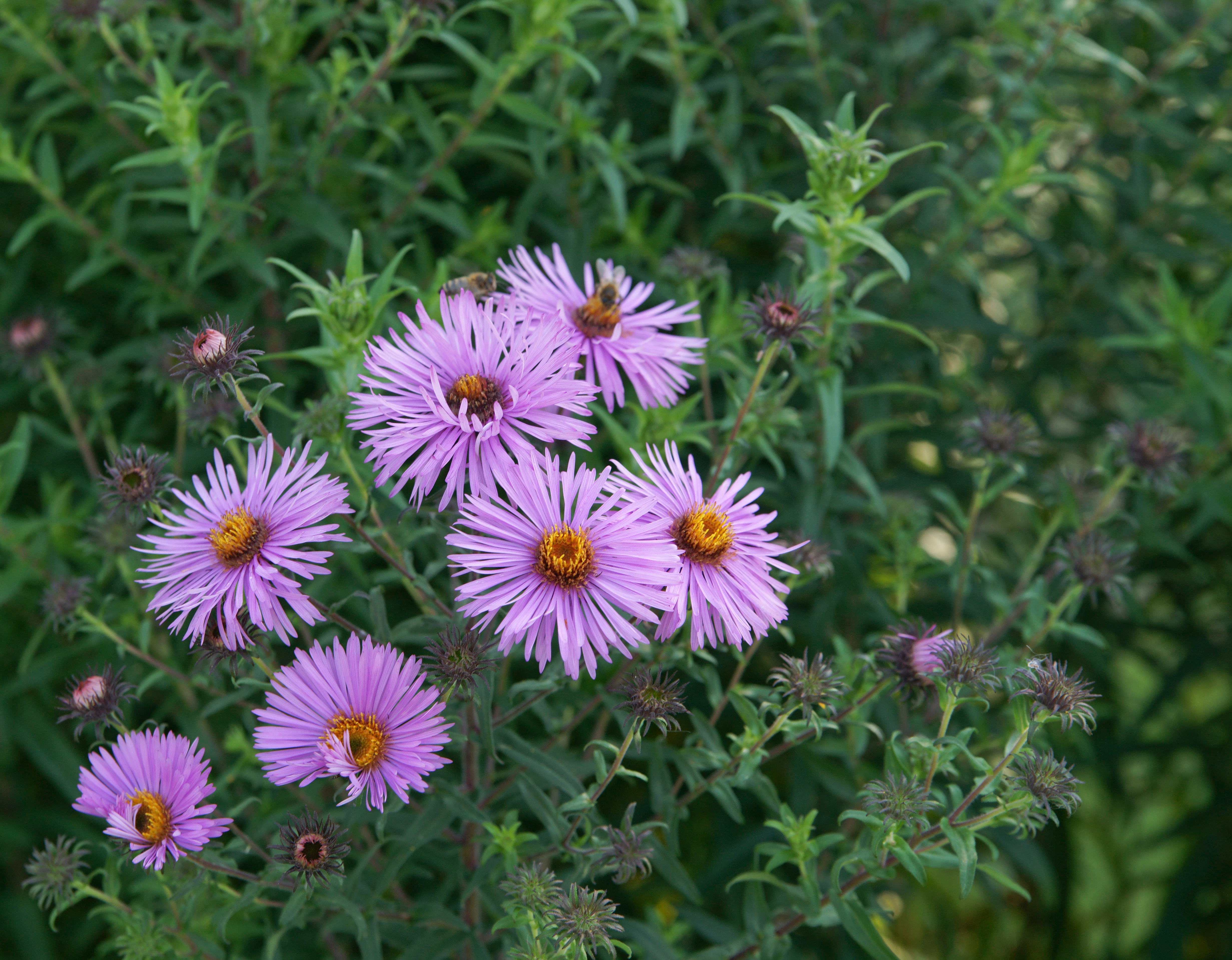
Kultivar 'Barr's Pink'
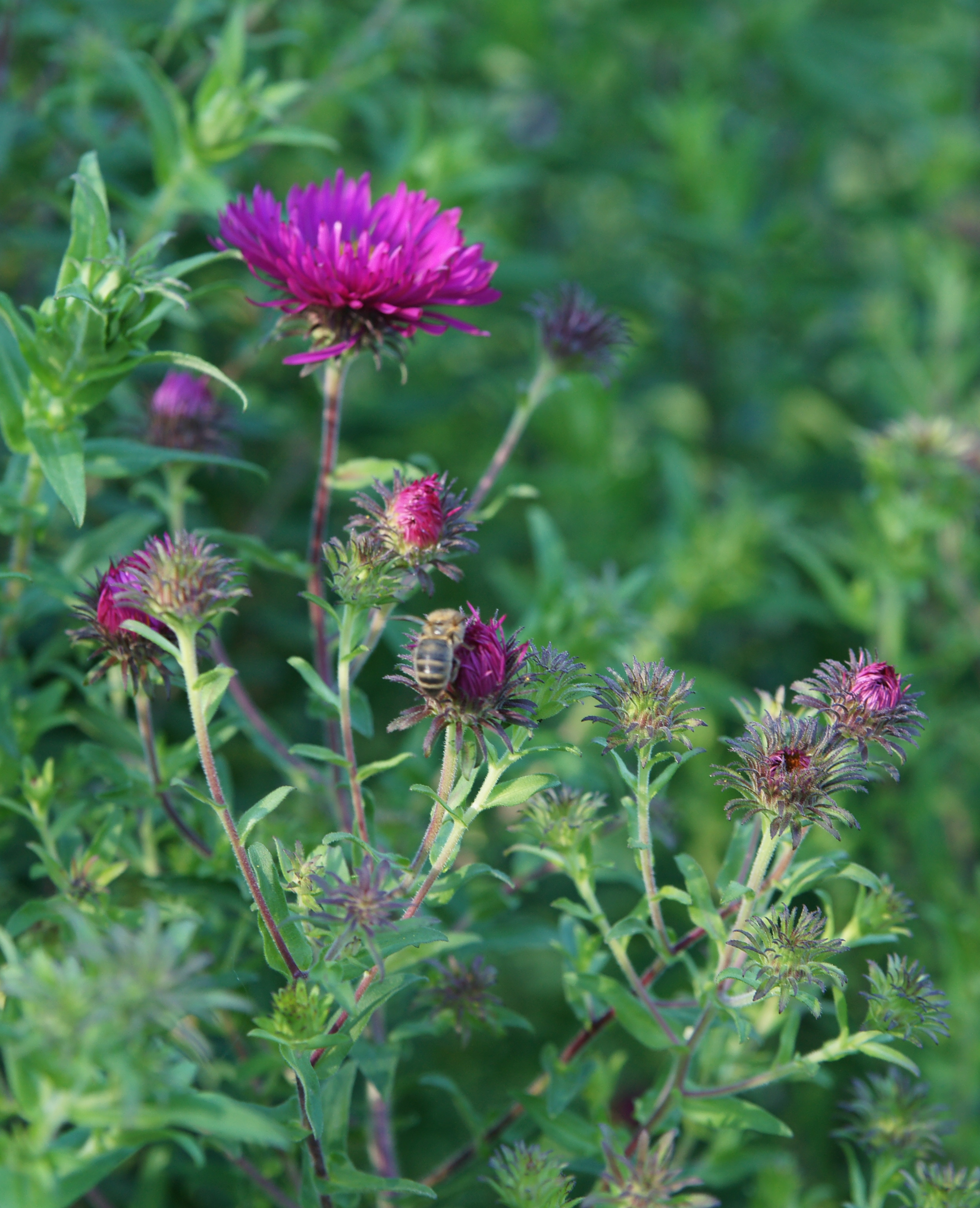
Kultivar 'Rubinschatz'